# Bernadine Healy

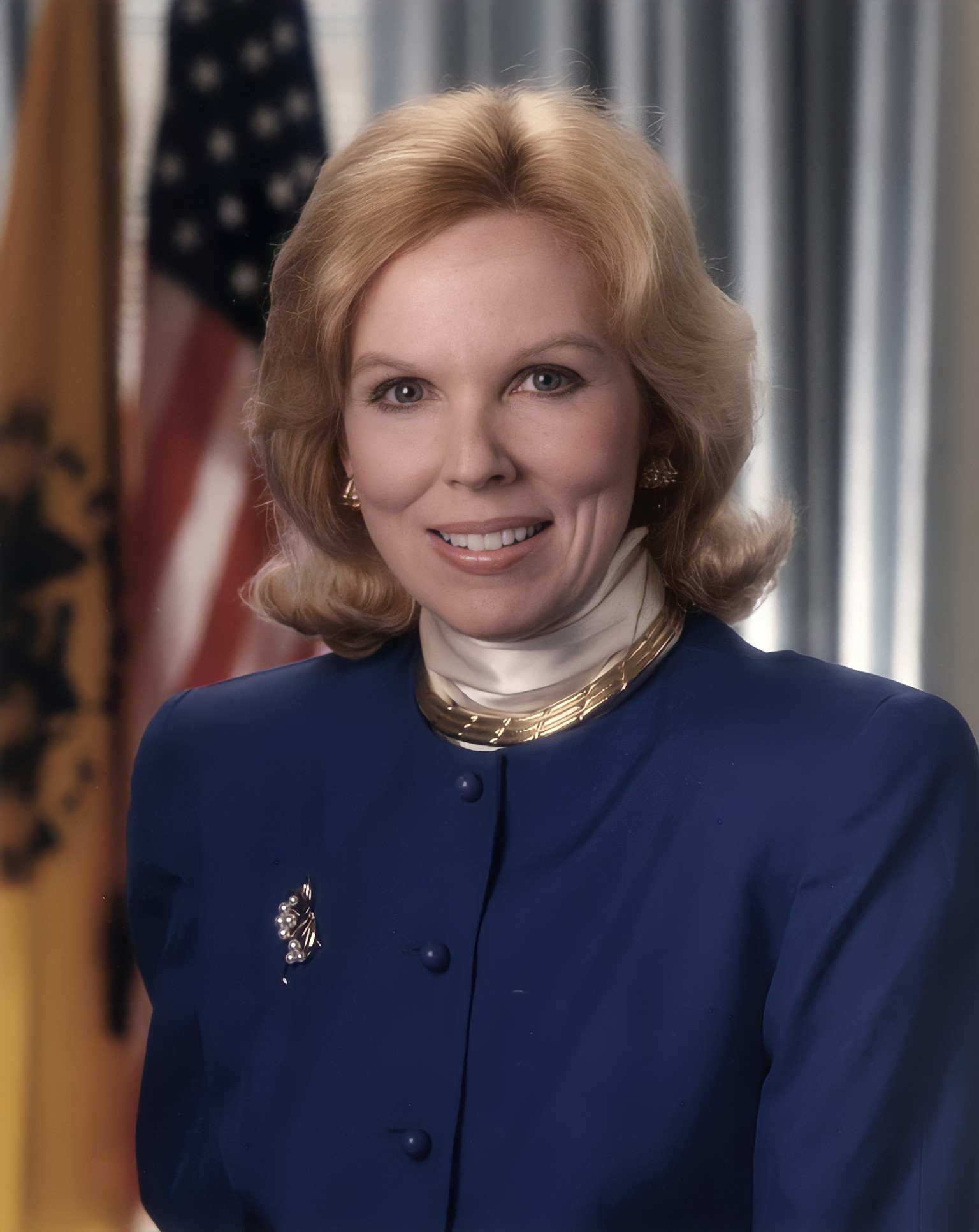
Bernadine Healy

Bernadine Patricia Healy (* 4. August 1944 in New York; † 6. August 2011 in Gates Mills, Ohio) war eine US-amerikanische Kardiologin. Sie wurde vor allen Dingen als erste Direktorin des National Institutes of Health (NIH), der führenden amerikanischen Behörde für biomedizinische Forschung, bekannt. Healy galt als hochfähig in Fragen der Wissenschafts- und der Gesundheitspolitik.

## Leben und Werk
Healy wuchs als zweite von vier Töchtern einer irischstämmigen amerikanischen Familie in Long Island City, New York, auf. Zunächst ging sie auf eine katholische Grundschule, wechselte aber auf die renommierte Hunter College High School in Manhattan. Anschließend besuchte sie die Harvard Medical School und schloss ihre internistische und kardiologische Ausbildung an der Johns Hopkins University School ab. Nach Abschluss ihrer Praxisphase am Johns Hopkins Hospital in Baltimore verbrachte sie zwei Jahre am National Heart, Lung, and Blood Institute des National Institutes of Health bevor sie 1976 an die Johns Hopkins University zurückkehrte und Professorin für Medizin wurde. Sie erwarb sich den Ruf einer erfahrenen Herz-Kreislauf-Forscherin, die sich auf das Thema Herzinfarkt spezialisiert hatte.
1984 ernannte Ronald Reagan Bernardine Healy zur stellvertretenden Direktorin des Büros für Wissenschaft und Politik im Weißen Haus. 1985 wurde sie zur Direktorin des Research Institute at the Cleveland Clinic Foundation berufen. Hier leitete sie die Forschungsprogramme von neun Abteilungen.
Bernadine Healy wurde 1991 von George H. W. Bush zur ersten Direktorin des National Institutes of Health ernannt, nachdem mehrere (männliche) Kandidaten diese Position ausgeschlagen hatten. Der Direktorenposten war zu Healys Amtsantritt bereits zwei Jahre unbesetzt. Der Grund für diese Ablehnungen war die Reagan-Bush-Doktrin, dass Forschung mit Fötal-Gewebe mit staatlichen Mitteln in keiner Weise unterstützt werden durfte. Zudem sagte man der Behörde in dieser Zeit zahlreiche hausinterne Probleme wie Sexismus und Rassismus bei personalpolitischen Entscheidungen nach. Healy selbst war – wenn auch mit wenig Begeisterung – bereit, die Regierungspolitik mitzutragen und sich den genannten hausinternen Problemen zu stellen.
Trotzdem können Healys Verdienste in diesem Amt nicht übersehen werden. Sie rief wegweisende Programme wie die Woman’s Health Initiative zur Bekämpfung von Brustkrebs und Osteoporis sowie das Human Genome Project ins Leben. Sie förderte in ihrer Amtszeit vor allen Dingen  anwendungsorientierte, langzeitig orientierte Forschungen. Sie setzte sich im Rahmen des Genomprojektes für die Patentierungsmöglichkeit von cDNA-Sequenzen ohne bekannte Funktion ein. Sie begründete dies damit, dass nur auf diese Weise vermieden werden könne, dass Privatfirmen sich solche Sequenzen nutzbar machten und ggf. diese einfach nicht veröffentlichten. Mit dieser Position geriet sie mit James Watson in seiner Funktion als Leiter des Genomprojektes in Konflikt, der auf der patentfreien Publikation dieser Gensequenzen durch das NIH bestand. Healy war formal Vorgesetzte Watsons. Der Disput führte zum Rücktritt Watsons von dem Genomprojekt. Healy konnte als Nachfolger Watsons den Mediziner und Genetiker Francis Collins gewinnen, der mehrere menschliche Defektgene wie z. B. das Gen für die Cystische Fibrose mitentdeckt hatte. Präsident Bill Clinton widerrief bereits am ersten Tag nach seiner Amtsübernahme 1993 den „Fötal-Gewebe-Erlass“ seiner Vorgänger. Healy blieb noch fast ein Jahr im Amt, bis sich ein Nachfolger für ihre Position gefunden hatte. Später wurde sie Dekanin und Professorin des College of Medicine and Public Health an der Ohio State University.
1998 und 1999 war Healy Vorsitzende der American Heart Association. Während dieser Zeit verdeutlichte sie der amerikanischen Öffentlichkeit, dass Herzkrankheiten nicht nur ein klassisches Männerproblem, sondern auch ein Frauenproblem sind. Sie war auch Vorsitzende des Amerikanischen Roten Kreuzes und versuchte die bilaterale wie die multilaterale Zusammenarbeit mit den Rotkreuzorganisationen in Afrika, Indien und der Türkei zu stärken. Sie leitete die Einsätze des Amerikanischen Roten Kreuzes während der Terroranschläge vom 11. September 2001. In diesem Kontext setzte sie sich für ein Förderungsprogramm für von den Terroranschlägen betroffenen Familien in Höhe von 200 Millionen US-Dollar ein.
In ihren Funktionen als politischer Entscheidungsträgerin, als Managerin und als Forscherin hat Healy ungefähr 220 Veröffentlichungen unter anderem zur kardiovaskulären Forschung und zu Themen der Gesundheits- und Wissenschaftspolitik hinterlassen. Zusätzlich zu ihren Verwaltungs- und Leitungsfunktionen behandelte sie über die gesamte Zeit auch Patienten. Ihre Forschungen haben zu einem tieferen Verständnis der Pathologie und Behandlung von Herzinfarkten, insbesondere bei Frauen, geführt.
Bernadine Healy starb am 6. August 2011 zwei Tage nach ihrem 67. Geburtstag an einem Hirntumor, nachdem sie 13 Jahre mit dieser Erkrankung gerungen hatte.